# Óscar I da Suécia
Óscar I (Paris, 4 de julho de 1799 – Estocolmo, 8 de julho de 1859) foi rei da Suécia e da Noruega de 1844 até sua morte. Era filho de Carlos XIV João e sua esposa Desidéria Clary, tendo vindo a ser o segundo monarca sueco e norueguês da Casa de Bernadotte. Nascido na França como José Francisco Óscar Bernadotte, viveu principalmente com sua mãe em Paris até 1811, quando se mudou para a Suécia logo depois de seu pai ter sido eleito o novo Príncipe Herdeiro da Suécia.
Óscar recebeu o título de Duque de Sudermânia e rapidamente aprendeu a língua sueca, já sendo popular com o povo na época em que chegou na maioridade. Ele teve uma excelente educação com o objetivo de prepará-lo para assumir o trono, sendo logo considerado uma autoridade em questões sócio-políticas. Quando seu pai se tornou rei, Óscar virou o novo príncipe herdeiro e acabou se envolvendo na política dos reinos, certas vezes irritando Carlos João com suas opiniões.
Seu pai morreu em 1844 e Óscar ascendeu ao trono. Ele estabeleceu a liberdade de imprensa e aprovou uma das primeiras leis sobre igualdade de gênero. Como rei ele também formalmente estabeleceu igualdade entre seus dois reinos, apresentando novas bandeiras, símbolos e brasões, além de ter fundado a primeira ordem de cavalaria norueguesa: a Ordem de Santo Olavo. A grande maioria das legislações aprovadas durante seu reinado tinham como objetivo melhorar a situação financeira do país.
Internacionalmente ele era um defensor do princípio do nacionalismo. Ele apoiou a Dinamarca contra a Prússia na Primeira Guerra de Schleswig e depois mediou o acordo de paz entre as duas nações, também conseguindo reverter a política obsequiosa que Carlos João havia tido com a Rússia, aliando-se com o Reino Unido e França a fim de preservar a integridade territorial sueca-norueguesa por temor dos russos.

## Títulos e brasões

### Títulos e estilos
- 4 de julho de 1799 – 5 de novembro de 1810: "Sr. José Francisco Óscar Bernadotte"
- 5 de novembro de 1810 – 5 de fevereiro de 1818: "Sua Alteza Real, Príncipe Óscar da Suécia, Duque de Sudermânia"
- 5 de fevereiro de 1818 – 8 de março de 1844: "Sua Alteza Real, Príncipe Herdeiro Óscar da Suécia, Duque de Sudermânia"
- 8 de março de 1844 – 8 de julho de 1859: "Sua Majestade, o Rei da Suécia e Noruega"

### Brasões
| Brasão de Óscar como Duque de Sudermânia e Príncipe Herdeiro (1810–1826) | Brasão de Óscar como Duque de Sudermânia e Príncipe Herdeiro (1826–1844) | Brasão de Óscar I como Rei da Suécia e Noruega (1844–1859) |

## Descendência
| Imagem | Nome                       | Nascimento            | Morte                  | Notas                                                           |
| ------ | -------------------------- | --------------------- | ---------------------- | --------------------------------------------------------------- |
|        | Carlos XV & IV             | 3 de maio de 1826     | 18 de setembro de 1872 | Casou-se com Luísa dos Países Baixos, com descendência          |
|        | Gustavo, Duque da Uplândia | 18 de junho de 1827   | 24 de setembro de 1852 | Não se casou                                                    |
|        | Óscar II                   | 21 de janeiro de 1829 | 8 de dezembro de 1907  | Casou-se com Sofia de Nassau, com descendência                  |
|        | Eugênia                    | 24 de abril de 1830   | 23 de abril de 1889    | Não se casou                                                    |
|        | Augusto, Duque de Dalarna  | 24 de agosto de 1831  | 4 de março de 1873     | Casou-se com Teresa Amélia de Saxe-Altemburgo, sem descendência |